# یونااویل
یونااویل (به انگلیسی: Unaoil) شرکتی در موناکو است که خانواده احسنی در سال ۱۹۹۱ ایجاد کرده‌اند. بنا بر اطلاعاتی که در وبگاهش آمده، شرکت «راهکارهای صنعتی در بخش انرژی خاورمیانه، آسیای میانه، و آفریقا» در اختیار مشتریانش قرار می‌دهد. شرکت در جزایر ویرجین بریتانیا ثبت شده که یکی از پناهگاه‌های مالیاتی با نظام بانکی غیرشفاف است.